# Бейкер-Уайтинг, Рид
Рид Ванартур Бейкер-Уайтинг (англ. Reed Vanarthur Baker-Whiting; 31 марта 2005, Сиэтл, Вашингтон, США) — американский футболист, центральный полузащитник клуба «Сиэтл Саундерс».

## Карьера
Бейкер-Уайтинг присоединился к академии футбольного клуба «Сиэтл Саундерс» в 2016 году. В 2020 году начал привлекаться в фарм-клуб «Такома Дифайенс», дебютировав в Чемпионшипе ЮСЛ 13 июля в матче против «Сакраменто Рипаблик». 23 июля Бейкер-Уайтинг подписал контракт с «Такома Дифайенс». 12 мая 2021 года Бейкер-Уайтинг подписал с «Сиэтл Саундерс» четырёхлетний контракт по правилу доморощенного игрока с опцией продления ещё на один год. Дебютировал за «Сиэтл Саундерс» в MLS 16 мая в матче против «Лос-Анджелеса», в котором, выйдя на замену в компенсированное время второго тайма вместо Жоана Пауло, в возрасте 16 лет и 46 дней стал пятым самым молодым игроком в истории лиги.

## Статистика выступлений
| Выступление      | Выступление      | Выступление      | Лига | Лига | Плей-офф | Плей-офф | Кубок | Кубок | ЛЧ КОНКАКАФ | ЛЧ КОНКАКАФ | Прочие | Прочие | Итого | Итого |
| Клуб             | Лига             | Сезон            | Игры | Голы | Игры     | Голы     | Игры  | Голы  | Игры        | Голы        | Игры   | Голы   | Игры  | Голы  |
| ---------------- | ---------------- | ---------------- | ---- | ---- | -------- | -------- | ----- | ----- | ----------- | ----------- | ------ | ------ | ----- | ----- |
| Такома Дифайенс  | USLC             | 2020             | 7    | 0    | —        | —        | —     | —     | —           | —           | —      | —      | 7     | 0     |
| Такома Дифайенс  | USLC             | 2021             | 12   | 0    | —        | —        | —     | —     | —           | —           | —      | —      | 12    | 0     |
| Такома Дифайенс  | Итого            | Итого            | 19   | 0    | —        | —        | —     | —     | —           | —           | —      | —      | 19    | 0     |
| Сиэтл Саундерс   | MLS              | 2021             | 4    | 0    | —        | —        | —     | —     | —           | —           | 0      | 0      | 4     | 0     |
| Сиэтл Саундерс   | Итого            | Итого            | 4    | 0    | —        | —        | —     | —     | —           | —           | 0      | 0      | 4     | 0     |
| Всего за карьеру | Всего за карьеру | Всего за карьеру | 23   | 0    | —        | —        | —     | —     | —           | —           | 0      | 0      | 23    | 0     |